# Lago Falcón
EL Embalse Internacional Falcón, comúnmente llamado lago Falcón (Falcon Lake en inglés), es un lago y embalse artificial en las aguas del río Grande, al sureste de Laredo, Texas en Estados Unidos y Nuevo Laredo, Tamaulipas en México. El enorme lago está delimitado por los condados de Starr y Zapata en Texas y en el municipio y la ciudad de Nueva Ciudad Guerrero en Tamaulipas. Con una superficie de 350 kilómetros cuadrados el lago fue formado por la construcción de la presa Falcón para proveer la conservación del agua, irrigación, control de inundaciones y energía hidroeléctrica en la zona. La presa fue inaugurada por el presidente de México, Adolfo Ruiz Cortines y el presidente Dwight D. Eisenhower en octubre de 1953. La presa y el lago son administrados conjuntamente por los gobiernos de los Estados Unidos y México a través de la  Comisión Internacional de Límites y Aguas.

## Pesca y vida vegetal
El lago se ha abastecido con especies de peces destinados a mejorar la utilidad de la reserva para la pesca recreativa. Las especies de peces en el depósito incluyen lobina negra, bagre, mojarra, matalote, catán, carpa y rojos. En las orillas crecen diversas especies vegetales como olivos, orégano, hibisco y cactus.

## Recreación
El Parque estatal Falcón tiene una extensión de 2.317 kilómetros cuadrados y se encuentra entre Falcon Heights en Texas y Nueva Ciudad Guerrero en Tamaulipas y es el extremo meridional del Embalse internacional Falcón, de 400,5 kilómetros cuadrados de superficie. Las principales actividades del parque incluyen campamentos, natación, pesca, esquí acuático, paseos en bote y un sendero natural autoguiado.

## Piratería
Una guerra entre carteles mexicanos por el control del lago comenzó en marzo de 2010 y ha dado lugar a una serie de robos a mano armada y tiroteos. Todos los ataques fueron acreditados al cártel de Los Zetas y se produjeron principalmente en el lado mexicano del embalse. Los llamados "piratas" operan flotas de barcos pequeños diseñados para apoderarse de los pescadores y para el contrabando de drogas.
El 8 de mayo de 2011 la Infantería de Marina mexicana descubrió un campamento de Los Zetas en una de las islas del lago que se cree utilizan para el contrabando de droga a los Estados Unidos, el enfrentamiento provocó la muerte de 13 personas.